# Quintanadueñas
Quintanadueñas es una localidad española, cabecera del municipio burgalés de Alfoz de Quintanadueñas, en la comunidad autónoma de Castilla y León. Perteneciente a la comarca del Alfoz de Burgos, en 2012 contaba con 1476 habitantes.

## Historia
Lugar que formaba parte, del Alfoz y Jurisdicción de Burgos en el partido de Burgos, uno de los catorce que formaban la Intendencia de Burgos durante el período comprendido entre 1785 y 1833, tal como se recoge en el Censo de Floridablanca de 1787. Tenía jurisdicción de realengo con alcalde pedáneo. El antiguo municipio tenía una extensión superficial de 1016 hectáreas y su código INE era 09282.
La iglesia parroquial de Quintanadueñas precede de la época del románico, de donde se encuentran algunos restos hoy en día, como un pantocrátor y unos canecillos del siglo XII. Durante los siglos XVII y XVIII aparecieron algunos retablos, como el rococó de Francisco Echevarría en 1768, el churrigueresco de la Santa Cruz o el neoclásico de la Magdalena.

## Situación

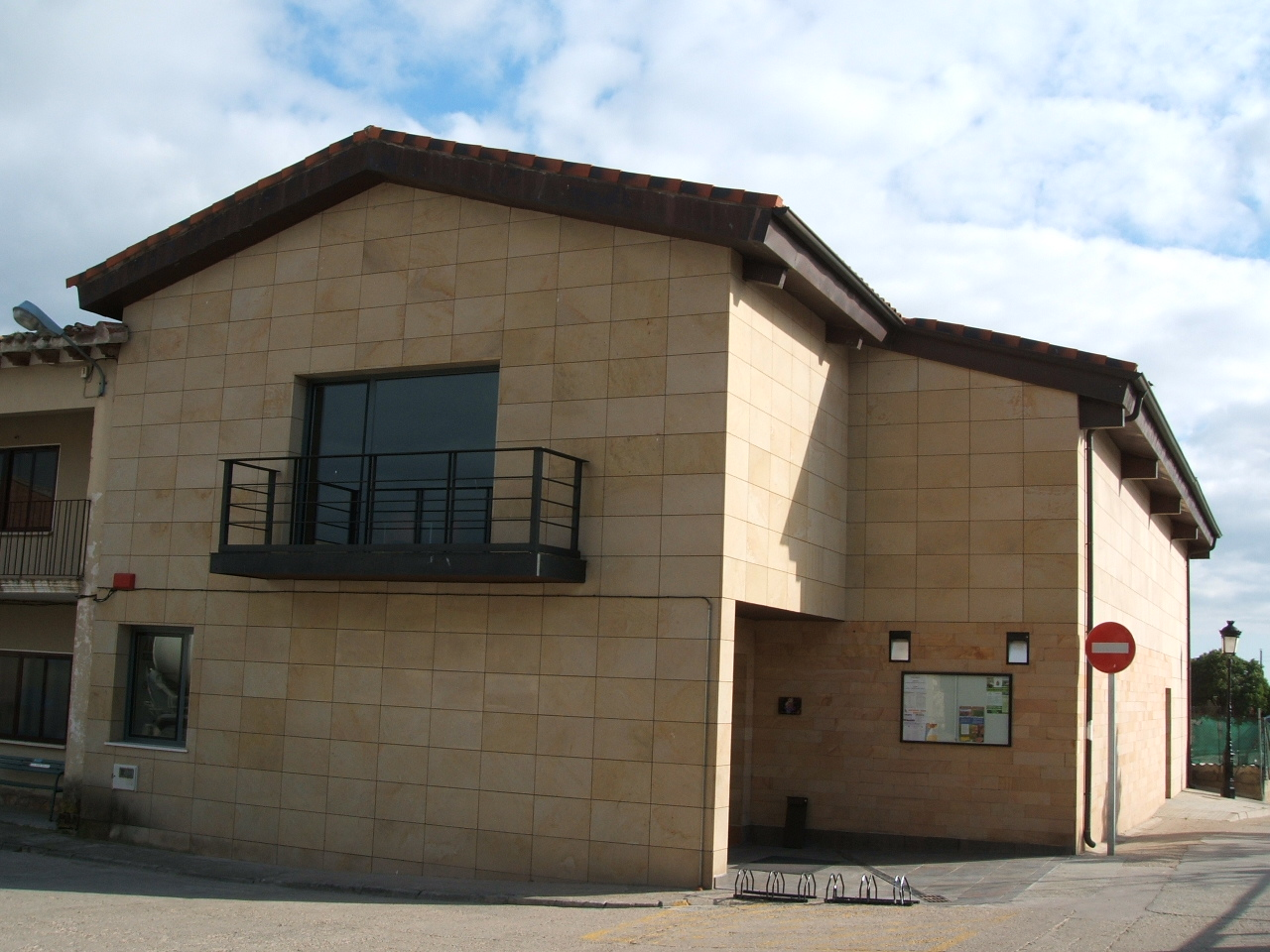
Centro cívico

La localidad está ubicada en el valle del río Ubierna, junto al polígono industrial de Villalonquéjar.

## Demografía
| Gráfica de evolución demográfica de Quintanadueñas entre 1842 y 1970 |
| |
| Población de derecho según los censos de población del INE. Población de hecho según los censos de población del INE.En este censo se denominaba Quintana Dueñas: 1842. Entre el censo de 1981 y el anterior, este municipio desaparece porque se agrupa en el municipio Alfoz de Quintanadueñas. |

## Fiestas y costumbres
Fiestas patronales en honor de Nuestra Señora del Rosario. Unas quinientas personas se reúnen el primer fin de semana del mes de octubre en la carpa de fiestas para degustar la tradicional caldereta de cordero que ofrecen los restaurantes y hoteles de la localidad. También hubo encierros y suelta de vaquillas.

## Personas notables
- Saturnino Calleja, editor y filántropo.